# 肯普西
肯普西（Kempsey）是澳洲新南威尔士州中北岸地区的一个镇，是肯普西郡议会的所在地。它位于太平洋以西15公里，悉尼以北约345公里处。坐落在麦克利河之上，太平洋高速公路与北岸铁路线於此交汇。